# 이반 우르타도
이반 우르타도(스페인어: Iván Jacinto Hurtado Angulo, 1974년 8월 16일 ~)는 에콰도르의 전 축구 선수이다. 포지션은 센터백이다. 그는 지난 2006년 FIFA 월드컵에서 에콰도르의 주장으로 출전해 조국의 사상 첫 16강 진출을 이끌었었다. 1995년 코리아컵 국제축구에 에콰도르 대표팀의 일원으로 방한하여 우승에 일조하였다.

## 경력
- 1993년 코파 아메리카 국가대표
- 1995년 코파 아메리카 국가대표
- 1999년 코파 아메리카 국가대표
- 2001년 코파 아메리카 국가대표
- 2002년 CONCACAF 골드컵 국가대표
- 2002년 FIFA 월드컵 국가대표
- 2004년 코파 아메리카 국가대표
- 2006년 FIFA 월드컵 국가대표
- 2007년 코파 아메리카 국가대표

## 수상
에콰도르
- 1995년 코리아컵 우승
- 1993년 코파 아메리카 4위

## 같이 보기
- A매치 100경기 이상 출전한 축구 선수 명단